# جک کریسپ (بازیکن فوتبال)
جک کریسپ (انگلیسی: Jack Crisp؛ 27 November 1896 – ۱۹۳۹ (۴۲−۴۳ سال)) بازیکن فوتبال اهل پادشاهی متحد بریتانیای کبیر و ایرلند بود.